# Gonimbrasia godarti
Gonimbrasia godarti är en fjärilsart som beskrevs av Lemaire 1971. Gonimbrasia godarti ingår i släktet Gonimbrasia och familjen påfågelsspinnare. Inga underarter finns listade i Catalogue of Life.